# USS Los Angeles (ZR-3)

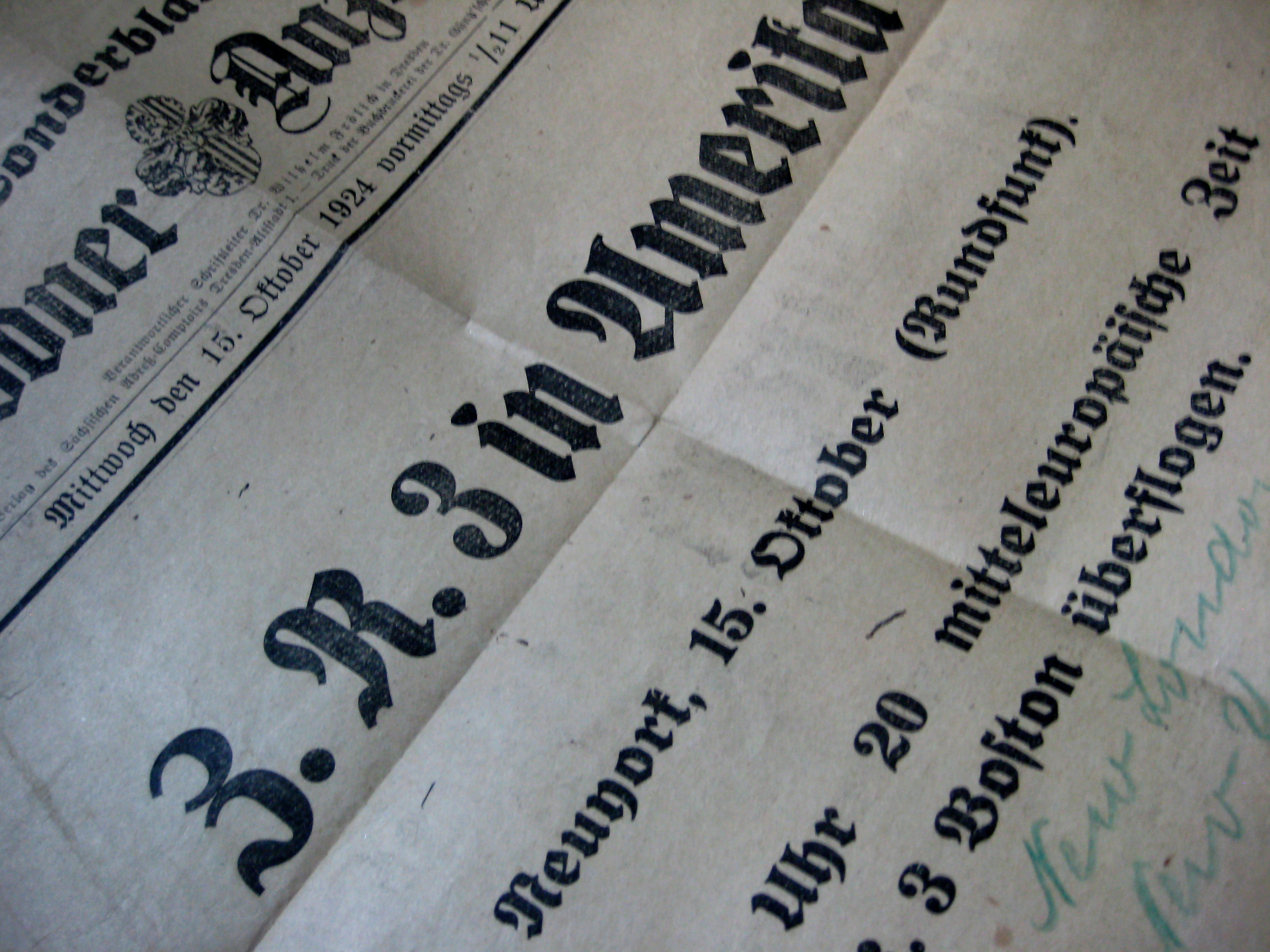
Z.R. 3 w Ameryce - - Specjalne wiadomości na temat odbioru radiowego

USS Los Angeles (ZR-3) – amerykański sterowiec szkieletowy eksploatowany w latach 1924–1939. Zbudowany został jako LZ 126 w zakładach Zeppelina we Friedrichshafen i dostarczony do USA w ramach reparacji wojennych drogą powietrzną w bezpośrednim locie transatlantyckim. Intensywnie eksploatowany do roku 1932, następnie odstawiony, rozebrany w roku 1939.